# Horst Fischer (Architekt, 1925)
Horst Fischer (* 29. Dezember 1925 in Chemnitz; † 3. Oktober 2019 in Dresden) war ein deutscher Architekt, Stadtplaner, Architekturhistoriker und Zeichner.

## Leben
Nach seinem Abitur am Ende des Zweiten Weltkrieges eingezogen, war er von 1945 bis 1948 in Kriegsgefangenschaft. Ab 1949 war er zunächst in Chemnitz Lehrer (unter anderem für Zeichnen) und Bauarbeiter und studierte 1951 – 1956 Architektur (Abschluss als Diplom-Ingenieur) an der Technischen Hochschule Dresden (TH Dresden). Anschließend war er ein Jahr im Chemnitzer Entwurfsbüro für Hochbau tätig und ging ab 1957 an die TH Dresden, und zwar an das Entwurfsinstitut von Wolfgang Rauda, zurück. Ab 1958 übernahm er dort Lehrtätigkeiten und eignete sich städtebauliche Praxis am Institut für Städtebau (Lehrstuhl Prof. Georg Funk) an. 1966 promovierte er und wurde 1970 habilitiert.
Seit 1955 sind eigene Baugeschichtsforschungen von Horst Fischer bekannt, die sich vor allem auf den sächsischen bürgerlichen Barock im Allgemeinen und den Architekten George Bähr im Besonderen richteten. Gebietsseitig widmete er sich vor allem der Pflege historischer Zentren, besonders von Klein- und Mittelstädten, und ihrer sozial-funktionellen Gestaltung (Erhaltung, Nutzung, Denkmalpflege) sowie der Erhaltung stadt- und baukultureller Werte im sächsischen Raum.
Von 1968 bis 1989 hielt er Vorlesungen über Stadtgestaltung und Stadtrekonstruktion (zusätzlich auch an der Hochschule für Bildende Künste Dresden und an der Humboldt-Universität zu Berlin). Daneben war er an Entwicklungsplanungen und Projektierungen für zahlreiche Städte beziehungsweise Teilgebieten von ihnen beteiligt.
Horst Fischer war ab 1990 in Dresden als freier Architekt tätig und wurde Mitglied der Architektenkammer Sachsen. 1993 wurde er als fachlich-politische Rehabilitierung seiner zu DDR-Zeit erlittenen Benachteiligung zum „Professor“ ernannt.

## Werk/Wirken
Entwicklungsplanungen und Projektierung:
- 1959: Stadtzentrum Chemnitz (zum Teil realisiert)
- ab 1959: Bebauungsplan Parchim-West (Bauabschnitt realisiert)
- in den 1960er Jahren: Alexanderplatz in Berlin (zum Teil realisiert)
- ab 1975: Stadtrekonstruktion Teterow
- 1987: Leitplanung Görlitz-Nikolaivorstadt (Alleinautor)
- 1995: Neugestaltung des Innenraumes der Dresdner Kreuzkirche

Gestaltungskonzeptionen
- 1977/78: Strehla
- 1979/80: Großschönau (Sachsen)

Projektgruppen
- langjährig: Görlitz und Meißen
- 1981/82: Dresden – Äußere Neustadt
- 1988: Oederan
- 1988/89: Schneeberg (Erzgebirge)
- 1989/90: Zschopau
- ab 1995: Planungsgruppe Dresden-Neumarkt

Städtebauliche Ideenwettbewerbe (mehrfach ausgezeichnet)
- 1967: Elbufer Dresden-Neustadt
- 1969: Zentraler Platz Eisenhüttenstadt
- 1970: Wohnbebauung Markersdorfer Hang in Chemnitz
- 1972: Stadtzentrum Santiago de Chile (außer Konkurrenz)
- 1974 Innere Neustadt Dresden
- 1984 Marktbebauung Chemnitz
- 1985 Nikolaiviertel in Freiberg (Sachsen)

Als Künstler
Bezeichnet als „frühbegabter Autodidakt“ stellte er 1948 bis 1951 als Zeichner figürliche Motive in Chemnitz aus und beteiligte sich unter der Leitung von Wilhelm Lachnit an der Innengestaltung des Internates der Technischen Hochschule Chemnitz. Mit Freihandzeichnungen versah er seine Ideen zur städtebaulichen Gestaltung und gab dies auch an seine Studenten weiter. Ab 1975 betrieb er dies losgelöst von seinen beruflichen Arbeiten und erreichte damit, so der Maler und Grafiker Jürgen Schieferdecker, (s)einen eigenwertigen Ausdruck.

## Schriften (Auswahl)
- Forschungen zu George Bähr und dem sächsischen Barock. Dissertation vom 28. Februar 1967, Technische Universität Dresden, Fakultät für Bauwesen.
- Zur Hofanlage als Strukturelement der Stadt. In: Wissenschaftliche Zeitschrift der TU Dresden 18 (1969) 5, S. 1035–1043 (1. Teil), 19 (1970) 2, S. 487–498 (2. Teil).
- Hotel Bellevue (Hrsg.): Große Meißner Straße No 15. Der historische Gebäudekomplex im Hotel Bellevue. Dresden 1987; desgl. auch in: Wissenschaftliche Zeitschrift der TU Dresden 19 (1970) 6, S. 1569–1587.
- George Bähr und der bürgerliche sächsische Barock. Museum Schloß Lauenstein, Lauenstein 1988.
- Barockschloß Seußlitz. Ein Werk George Bährs, des Baumeisters der Dresdner Frauenkirche. (= DKV-Kunstführer 508). Deutscher Kunstverlag, München/Berlin 1997.